# Lemuria (Fest)
Die Lemuria oder Lemuralia waren eine religiöse Feier des römischen Festkalenders, die am 9., 11. und 13. Mai begangen wurde und nach den Totengeistern, den lemures, benannt war. Die abgeschiedenen Seelen (lemures, larvae, lares, manes) waren ein eminent wichtiges Thema in der römischen Religiosität; einerseits bekräftigten Totenfeste (parentalia) die Bande mit den verstorbenen Familienangehörigen, anderseits wies der Verkehr mit diesen auch unverkennbar apotropäische Züge auf. Die lemuria waren geprägt von Gespensterfurcht, die Tempel waren geschlossen, Hochzeiten fanden nicht statt. Überhaupt galt der Mai, den man volksetymologisch von maiores („Vorfahren“) ableitete, als unglücklicher Monat.
In den Fasti (5,419–492) beschreibt Ovid den Ritus, bei dem der pater familias, nachdem er zuvor die Hände mit reinem Quellwasser gespült und die Finger als Abwehrzauber auf die Daumenmitte gelegt (digitis medio cum pollice iunctis) hatte, in tiefer Nacht barfuß durch das Haus ging, und, den Blick nach vorne gerichtet, schwarze Bohnen hinter sich warf, wobei er neunmal die Worte sprach haec ego mitto, his [...] redimo meque meosque fabis („dies hier opfere ich, und mit diesen Bohnen kaufe ich mich und die Meinen los“). Dann benetzte er nochmals die Hände, rasselte mit Erzgeräten und rief wiederum neunmal manes exite paterni („hinaus, ihr Geister der Ahnen“). Der Bannzauber endete zur Vergewisserung des Erfolges mit einem Blick zurück.
Die Vor- und Nachgeschichte der lemuria unterliegt einigen Vermutungen. Sicherlich unrichtig ist die ebenfalls bei Ovid zu findende Herleitung des Festes von einer Totenfeier des Romulus zu Ehren seines Bruders Remus, die ursprünglich remuria geheißen habe. Spekuliert wird auch über einen Zusammenhang von lemuria mit Allerheiligen, da Papst Bonifatius IV. das römische Pantheon am 13. Mai 609 oder 610 der Mutter Gottes und allen Märtyrern bzw. Heiligen weihte. Das Datum (das sich im ersten Drittel des 9. Jahrhunderts auf den 1. November verschob) habe er mit Bedacht gewählt, um ein christliches anstelle des heidnischen Festes zu setzen.

## Weblink
- William Smith: Dictionary of Greek and Roman Antiquities, 1875, Kap. Lemuralia